# タナ・アバン

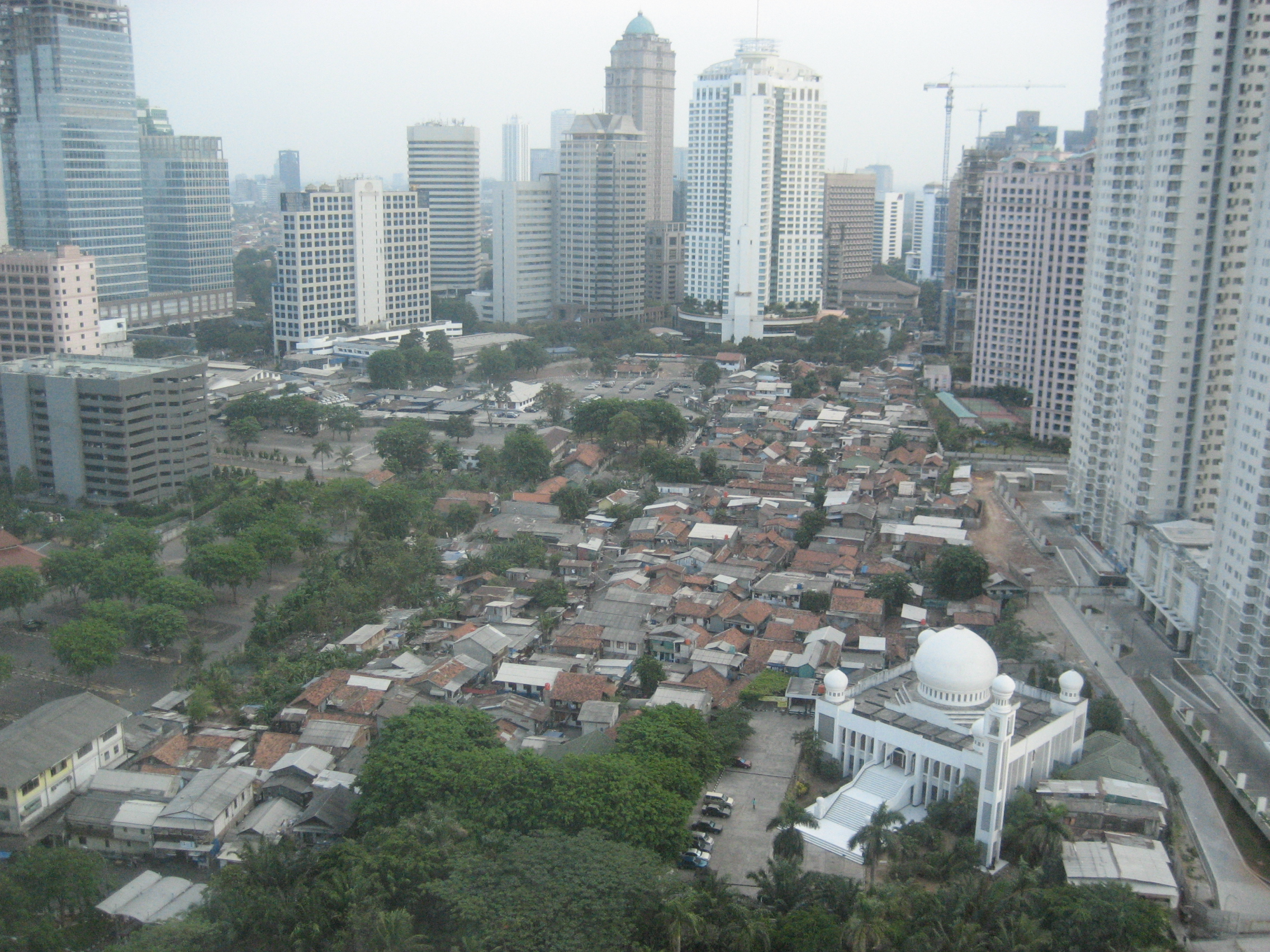
西側がタナ・アバンに属するスディルマン中央ビジネス地区

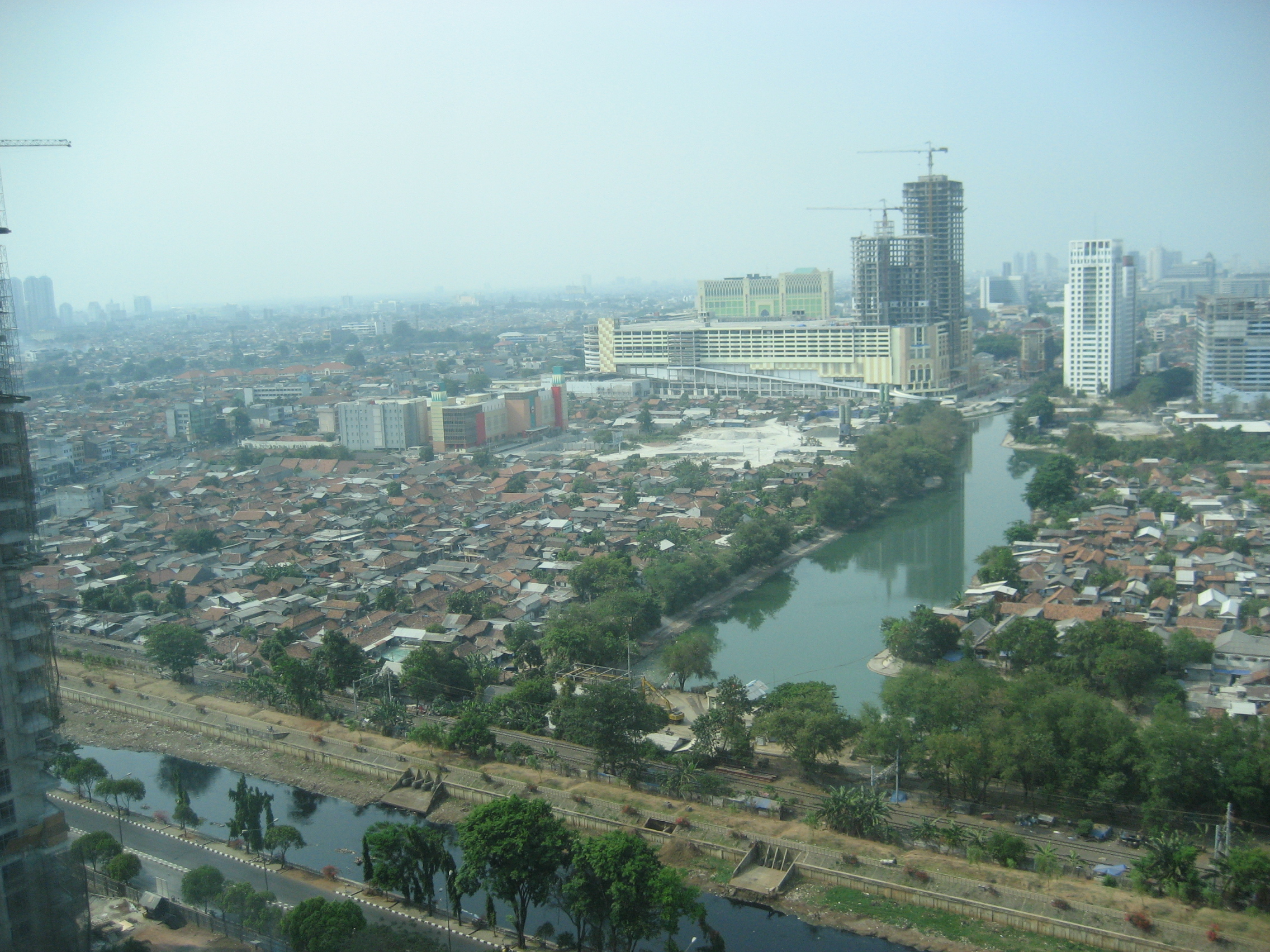
タナ・アバン区の一角

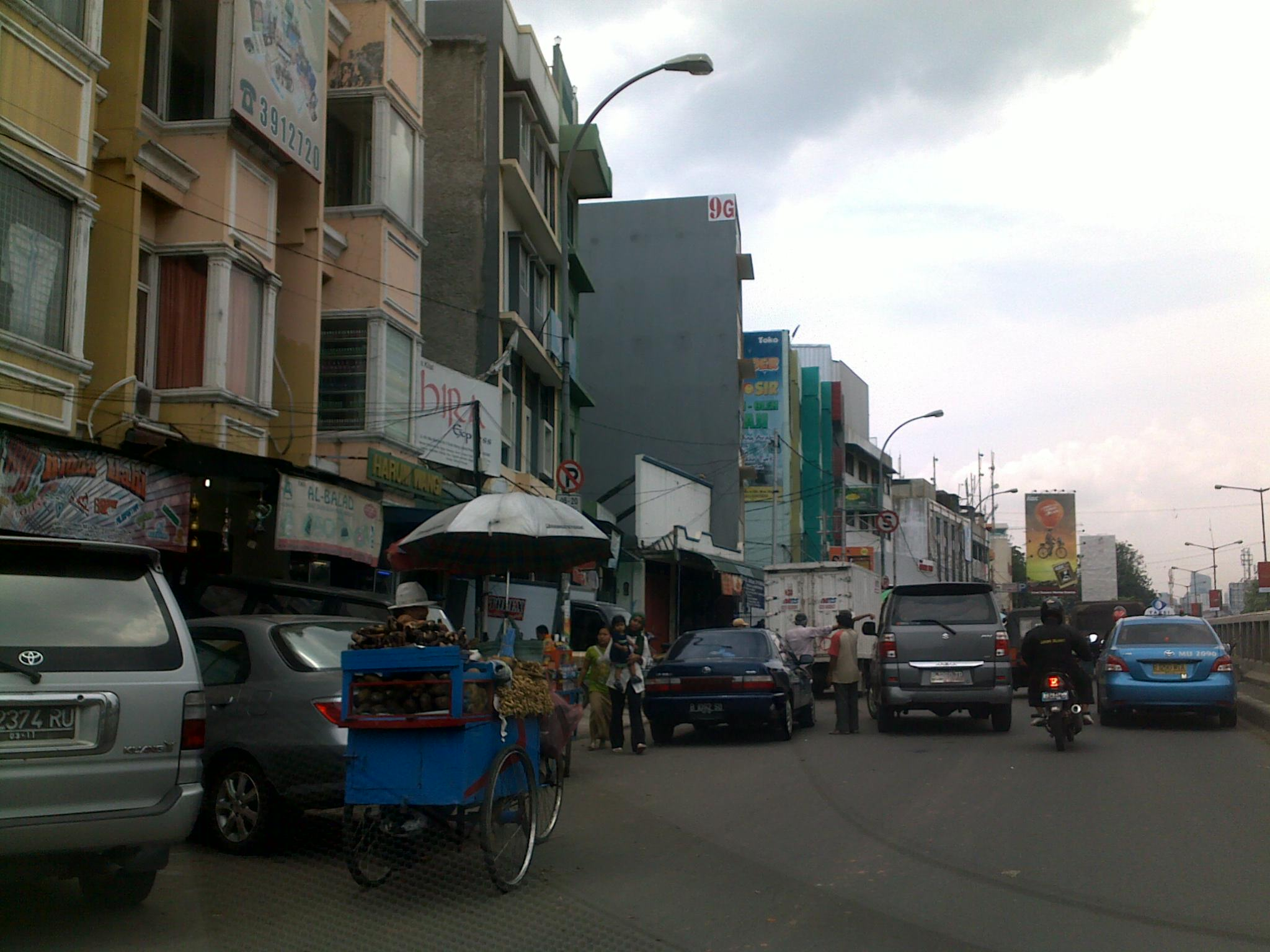
タナ・アバン市場付近の道路

タナ・アバン、またはタナ・アバン区(インドネシア語: Kecamatan Tanah Abang)は、インドネシアのジャカルタ首都特別州中央ジャカルタ市の行政区のひとつ。「兄の土地」を意味する。

## 概要
ジャカルタの中心部に位置する、商業の盛んな地区である。オランダ統治時代の1735年、チリウン川を運河として利用できる位置に作られ、東南アジア最大の繊維製品市場となっているタナ・アバン市場（Pasar Tanah Abang）が北部にあり、これを中心に貿易地区として栄えてきた。スディルマン中央ビジネス地区の西側区画もこの区に位置している。オフィスビルも多く、外資系企業の事務所も多く存在する。
またサッカーなどの国際試合も行われる競技場のゲロラ・ブン・カルノ・スタジアム（Gelora Bung Karno Stadium、Stadion Utama Gelora Bung Karno)が南部にある。

## 町村
下位の行政区である町村（Kelurahan）として下記の7町村を有する。
- ベンドゥンガン・ヒリル（インドネシア語版）、郵便番号 10210
- カレッ・テンシン（インドネシア語版）、郵便番号 10220
- クボン・ムラティ（インドネシア語版）、郵便番号 10230
- クボン・カチャン（インドネシア語版）、郵便番号 10240
- カンポン・バリ（インドネシア語版）、郵便番号 10250
- プタンブラン（インドネシア語版）、郵便番号 10260
- ゲロラ（インドネシア語版）、郵便番号 10270

## 主な施設等
- ゲロラ・ブン・カルノ・スタジアム（Stadion Utama Gelora Bung Karno）
- ホテル・グランド・インドネシア（Hotel Grand Indonesia）
- ジャカルタ・コンベンションセンター（Jakarta Convention Centre）
- プタンブラン墓地（Petamburan Cemetery）
- タムリン・シティー（Thamrin City）
- スナヤン・シティー（Senayan City）
- プラザ・スナヤン（Plaza Senayan）
- タナ・アバン市場（Pasar Tanah Abang)
- ウィスマ46（Wisma 46）
- チリウン川（Ciliwung）